# Театр зверей имени Дурова
Теа́тр звере́й и́мени Влади́мира Ду́рова (до 1982 — «Уголок дедушки Дурова») — московский детский театр зверей, основанный 8 января 1912 года дрессировщиком, артистом цирка Владимиром Дуровым. На сцене театра выступают животные.

## История

### Карьера основателя
В юности Владимир Дуров увлекался дрессировкой. Он дебютировал в 1879 году в качестве соло-клоуна и дрессировщика. В 1883-м продолжил работу исполнителем силовых номеров, звукоподражателем, фокусником и куплетистом. С 1887 года выступал в цирке Саламонского как клоун-дрессировщик и сатирик. Владимир Дуров разработал систему мягкой дрессировки, основанной на гуманном обращении с животными.

### Становление театра зверей

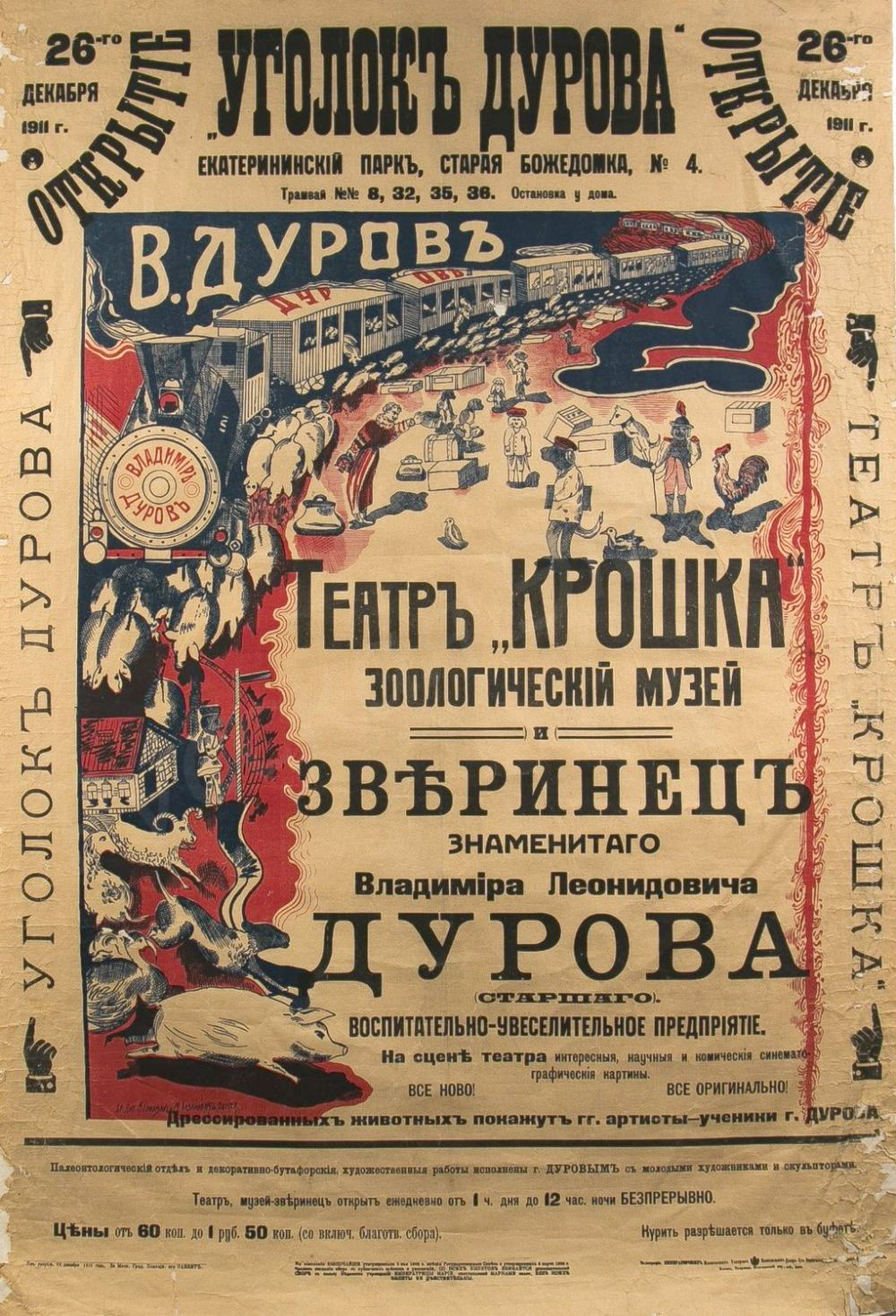
Реклама открытия "Уголка Дурова".

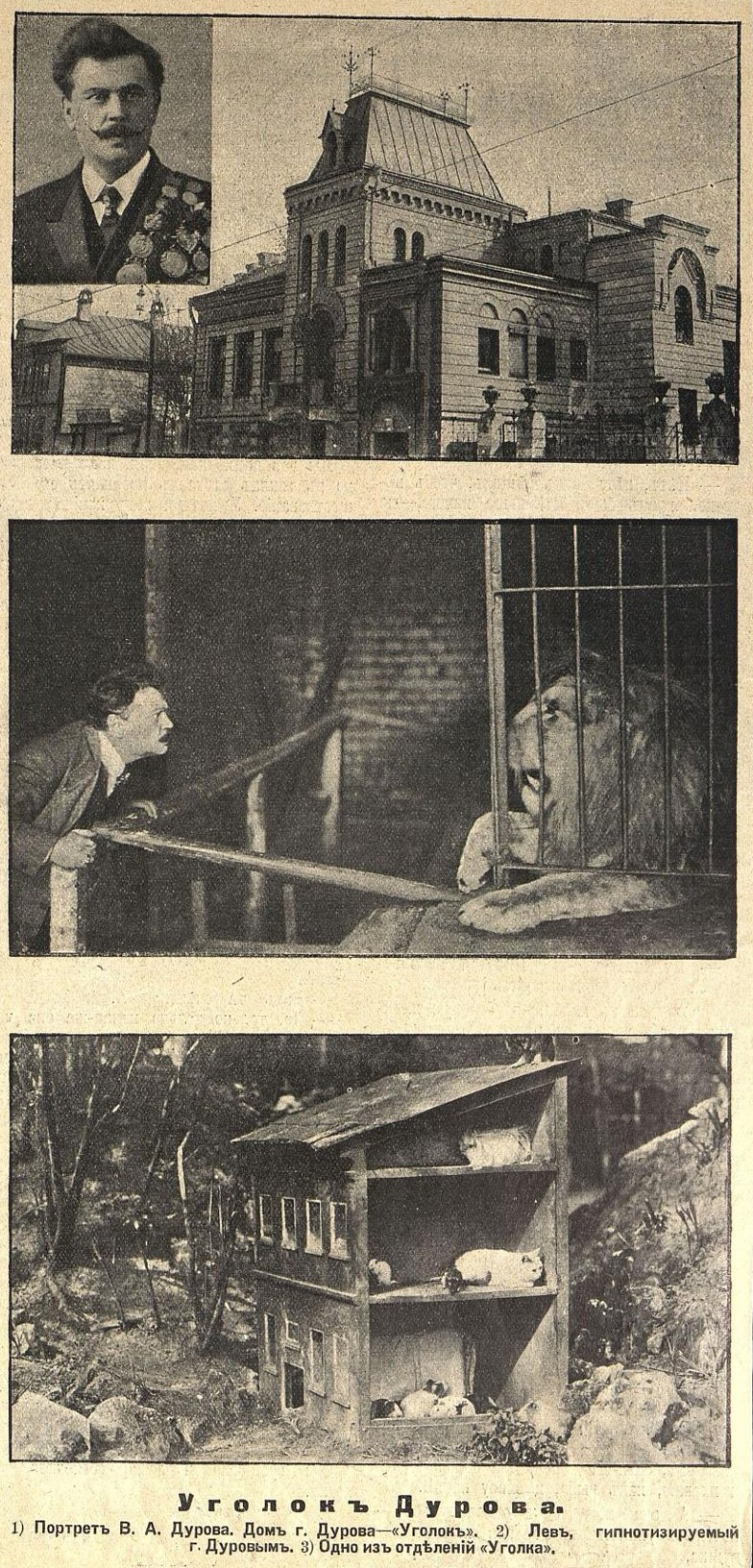
"Уголок Дурова", 1910-е гг.

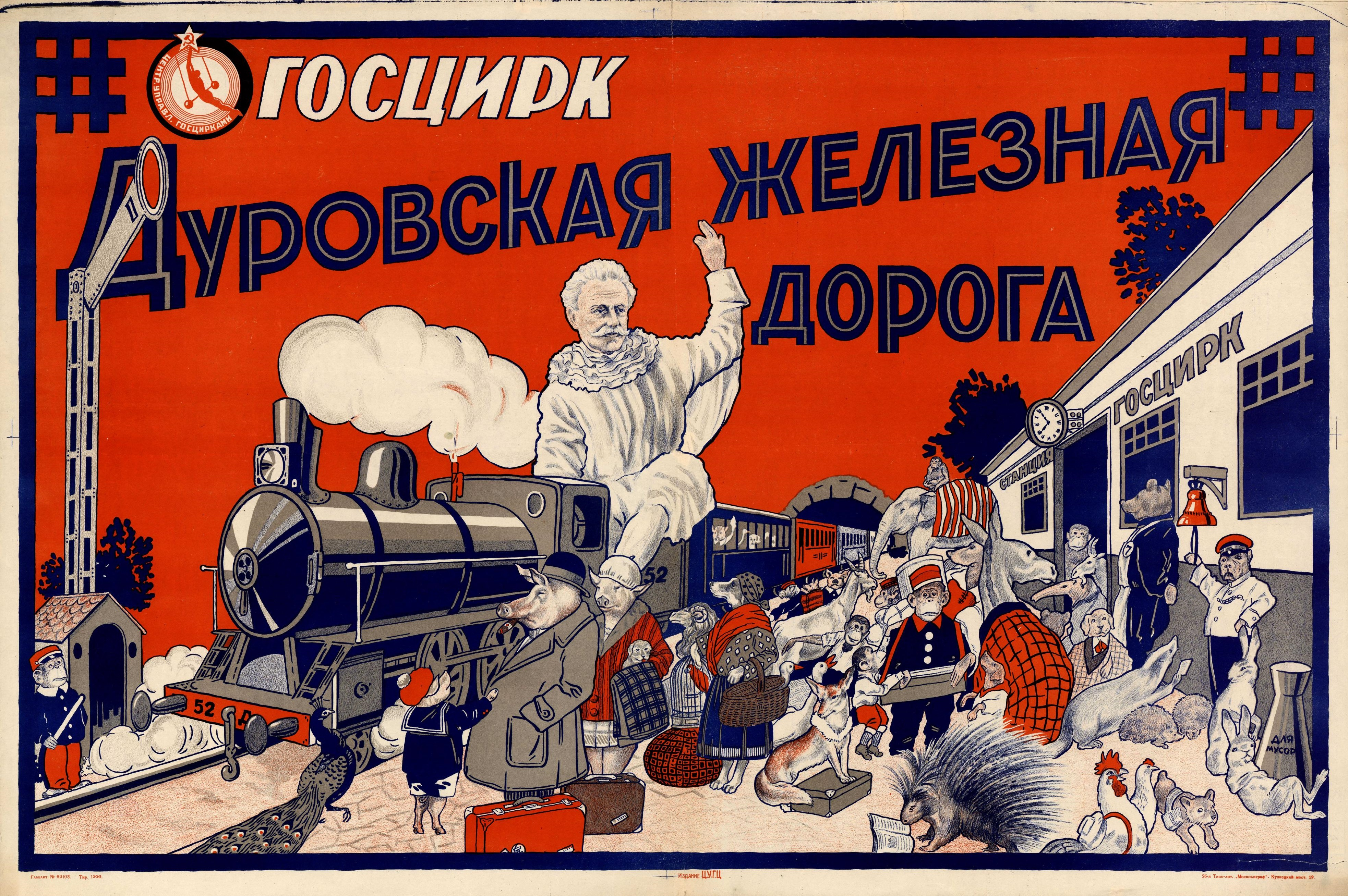
Цирковая афиша, 1929 год

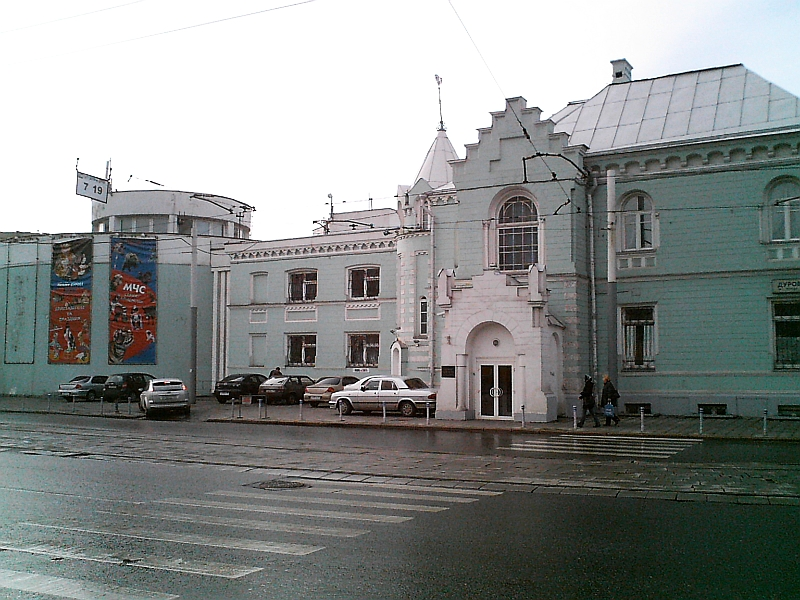
Здание театра в 2008 году

В 1894 году на улице Старая Божедомка (в настоящее время — улица Дурова) австрийский архитектор Август Вебер построил небольшой особняк с садом и конюшней. В 1908-м его купил Владимир Дуров и переоборудовал в дом для животных, создав для них наиболее подходящие условия. В 1911—1912 годах здание перестроили по проекту архитектора Николая Поликарпова: дополнительно были возведены зверинец и бассейны. Уголок открылся в январе 1912 года (по новому стилю), он включал в себя театр «Крошка», рассчитанный на 90 зрителей, естественно-научный музей и научную лабораторию, в которой проводились наблюдения за животными, велись лекции о звериной психологии и разрабатывались новые приёмы дрессировки.

Москва получила интересный рождественский подарок: «звериный» уголок, устроенный талантливым клоуном В. Л. Дуровым. Капиталисты-буржуа бросают десятки и сотни тысяч на создание шато-кабаков, ресторанов, трактиров, а клоун, потешавший публику на цирковых аренах шутовскими выходками, правда, всегда остроумными, создал учреждение общественно полезное, вложив в него всё, что им было заработано в течение долгой артистически-цирковой деятельности.— Заметка об открытии театра в «Московской газете» от 27 декабря 1911 года
Изначально представления в театре «Крошка» проходили для людей всех возрастов. Владимир Дуров поставил задачи пропагандировать естественно-научные знания и прививать любовь к животным. Позднее появились отдельные спектакли для детей от двух до шести лет. Перед зрителями выступали собака-математик, енот-прачка, танцующие козы и другие животные. Шли спектакли «Репка» и «Приглашение на праздник».

### Советские годы
В сентябре 1919 года Народный комиссариат просвещения РСФСР оказал дрессировщику государственную поддержку, а Владимир Дуров передал дом, музей и коллекцию животных в ведение Наркомпроса, ответственным за театр был Анатолий Луначарский: «Настоящим удостоверяю, что коллекция животных, собранная В. Л. Дуровым, не подлежит ни реквизиции, ни разбору… Все лица, нарушившие настоящее моё распоряжение, будут немедленно преданы Революционному суду». Комплексу дали название "Научный и культурно-просветительский уголок имени В. Л. Дурова».
В 1920-х годах Владимир Дуров создал «практическую лабораторию по зоопсихологии», где исследовал воздействие внешней среды на животных и практиковал гипноз. С 1924 по 1931 год в лаборатории работал советский учёный Александр Чижевский. Он проводил опыты по влиянию аэроионов воздуха на животных. Созданный им прибор назвали люстрой Чижевского. В 1930-м дрессировщик переименовал лабораторию в Фабрику рефлексов в знак почтения перед работами Ивана Павлова.
В 1934 году Владимир Дуров умер, театр возглавила его жена, затем — младшая дочь Анна Дурова-Садовская. Через четыре года при Уголке открылся первый в мире театр зверей — в нём демонстрировались дрессированные животные и показывались представления для детей. В 1957-м специально для Всемирного фестиваля молодёжи и студентов театр подготовил концертную программу «На пять километров» — это расстояние от стадиона «Динамо» до здания театра. Спектакль был показан один раз и больше не повторялся. Подготовка к номеру началась весной того же года. Животных учили не бояться толпы и уличного шума, приучали к повозкам. В день выступления рано утром их перевезли в сад «Аквариум» на площади Маяковского, днём они присоединились к торжественному праздничному шествию по улице Горького и Ленинградскому проспекту. На стадионе было необходимо сделать два круга. Лошади везли вереницу украшенных повозок с животными. На первой повозке размещалось большое решётчатое колесо с бегающей лисой. Во второй находился прозрачный круглый «Кошкин дом» с сидящими в нём котом и крысами. В третьей на открытом помосте ехали петух и лиса. На четвёртой повозке располагался окружённый решёткой спортзал с обезьяной-спортсменом. В пятой находился оркестр: олень играл копытами на барабане и медных тарелках, пони бил в медные чашки, свинья барабанила, медведь крутил шарманку. Замыкали шествие слон и верблюд.
В 1978 году после смерти Анны Дуровой-Садовской директором и художественным руководителем стала правнучка Владимира Дурова Наталья. Она начала работу в театре ещё в 1956-м. К Олимпийским играм-80 по проекту архитектора Григория Саевича рядом со старым театром была построена Большая сцена — новое здание, рассчитанное на 328 зрительских мест. Название комплекса построек неоднократно менялось: в 1982 году он стал именоваться Театром зверей имени В. Л. Дурова, с 1992-го — московским театрально-концертным центром «Страна чудес дедушки Дурова».

## Современность

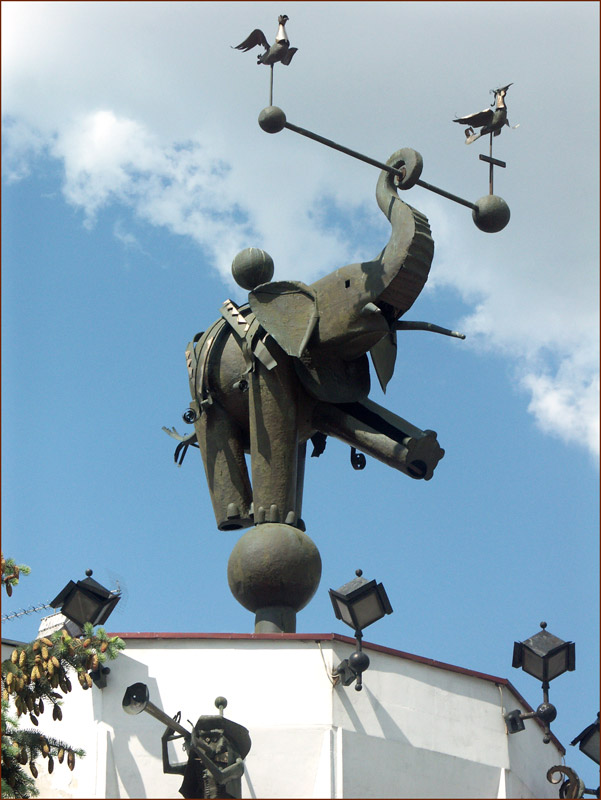
Символ театра Дурова

В 2003 году театр получил название "Уголок дедушки Дурова", которое носит до сих пор. В ноябре 2007-го скончалась Наталья Дурова и руководителем театра стал её брат народный артист России Юрий Дуров. В новогоднем представлении 2011 года «Новогодний каприз королевы» участвовало более 30 животных.
По состоянию на 2018 год театр состоял из Большой и Малой сцен (ранее — театр «Крошка»), музея и аттракционов «Будьте добры!» и «Мышиная возня». Для аттракционов используются две железные дороги. Музей обустроен в комнатах, где проживал Владимир Дуров с семьёй: кабинет, гостиная и мастерская. На парадной лестнице находятся фигурки доисторических животных, вылепленные дрессировщиком. В музее представлена «Дуровская железная дорога». Её паровоз заправлялся углём и был изготовлен в начале XX века на Путиловском заводе специально для театра. В номере с применением паровоза участвовало более 100 животных. Машинистами и стрелочниками были обезьяны, собака — кондуктором, медведь — носильщиком, бульдог — начальником станции, дикобраз — фонарщиком. Вагоны трёх классов занимали различные звери, после отправления поезда в него запрыгивал заяц. На афишах артистов именовали «действующими мордами».
В 2018-м были подготовлены документы о строительстве новой сцены театра.
Новое здание построено на улице Дурова и открыто в ноябре 2022 года. На первом этаже по плану располагаются гардероб, зрительный зал в виде амфитеатра, рассчитанный на 450 человек, медицинский кабинет и технические помещения. На втором — ложи с местами для маломобильных групп населения, репетиционный зал и помещения для содержания животных-артистов.
С ноября 2022 года должность художественного руководителя театра занимает представительница пятого поколения династии, артистка-дрессировщица Наталья Юрьевна Дурова (младшая).